# Baie Verte Peninsula - Green Bay Regional Service Board
Het Baie Verte Peninsula - Green Bay Regional Service Board is een regional service board (RSB) in Newfoundland en Labrador, de oostelijkste provincie van Canada. De op een intercommunale gelijkende organisatie staat officieel in voor het afvalbeheer op het Newfoundlandse schiereiland Baie Verte en de regio Green Bay direct ten oosten ervan.
De publieke entiteit bestaat vanwege de inactiviteit van de raad echter vrijwel uitsluitend op papier. De twee subregio's binnen het RSB treden grotendeels apart van elkaar op, met enkel een gestructureerde aanpak in de oostelijke regio Green Bay.

## Geschiedenis

### Oprichting
Op 26 juli 2018 richtte het provinciebestuur van Newfoundland en Labrador het Baie Verte Peninsula - Green Bay Regional Service Board op. Dit gebeurde op basis van de "Regional Service Boards Act, 2012", de toen recent in werking getreden hernieuwde versie van de oorspronkelijke "Regional Service Board Act" (1990) die in voege trad in 2004.
Vóór de oprichting in 2018 was het gebied het enige op het eiland Newfoundland dat nog niet onder een RSB viel. 

### Inactiviteit
Het Baie Verte Peninsula – Green Bay Regional Service Board bestaat de facto uitsluitend op papier daar de intergemeentelijke raad niet actief is.
Vóór de oprichting van het RSB was er reeds een goed functionerende afvalbeheersorganisatie actief in het oostelijke deel van het RSB-werkingsgebied, namelijk de Green Bay Waste Management Authority (GBWMA). In het westelijke deel, namelijk het schiereiland Baie Berte, was er daarentegen geen enkele overkoepelende structuur boven de lokale besturen. De provinciale creatie van een officieel RSB waarin beide gebieden bij elkaar terecht kwamen, is weliswaar behalve op papier tot op heden niet in de praktijk omgezet. In het westelijke gebied is er de voorbije jaren dan ook geen vooruitgang met betrekking tot de implementatie van de provinciale afvalbeheerstrategie geboekt, terwijl de GBWMA haar activiteiten in het oosten gewoon is blijven voortzetten.

### Fusieplannen
Op 31 december 2019 publiceerde het Department of Municipal Affairs and Environment een rapport met betrekking tot de provinciale afvalbeheerstrategie. Daarin werd geadviseerd om over te gaan tot een fusie van het Baie Verte Peninsula – Green Bay RSB, Northern Peninsula RSB, Western RSB en Central RSB tot een enkele entiteit bevoegd over heel West- en Centraal-Newfoundland. Een andere voorgestelde optie is een fusie enkel en alleen met het Central RSB. Anno 2024 zijn er echter nog geen concrete stappen in die richting gezet.

## Werkingsgebied
In de onderstaande lijst staan de 26 gemeenten, acht local service districts en de drie plaatsen zonder lokaal bestuur vermeld die deel uitmaken van het gebied waar het Baie Verte Peninsula – Green Bay Regional Service Board officieel gezien de bevoegdheid heeft om een afvalbeheerssysteem uit te bouwen, uit te baten en te onderhouden. Het betreft een gebied met zo'n 13.200 inwoners.
- Baie Verte (gemeente)
- Beachside (gemeente)
- Brent's Cove (gemeente)
- Brighton (gemeente)
- Burlington (gemeente)
- Coachman's Cove (gemeente)
- Fleur de Lys (gemeente)
- Harbour Round
- Harry's Cove (LSD)
- Jackson's Cove-Langdon's Cove-Silverdale (LSD)
- King's Point (gemeente)
- LaScie (gemeente)
- Little Bay (gemeente)
- Little Bay Islands
- Lushes Bight-Beaumont-Beaumont North (gemeente)
- Middle Arm (gemeente)
- Miles Cove (gemeente)
- Ming's Bight (gemeente)
- Nipper's Harbour (gemeente)
- Pacquet (gemeente)
- Pilley's Island (gemeente)
- Port Anson (gemeente)
- Purbeck's Cove
- Rattling Brook (LSD)
- Robert's Arm (gemeente)
- Seal Cove (gemeente)
- Sheppardville (LSD)
- Shoe Cove (LSD)
- Smith's Harbour (LSD)
- South Brook (gemeente)
- Springdale (gemeente)
- St. Patricks (LSD)
- Tilt Cove (gemeente)
- Triton (gemeente)
- Westport (gemeente)
- Wild Cove (LSD)
- Woodstock (gemeente)